# Jamal Mubarak
Jamal Mubarak (in arabo جمال مبارك‎?; 21 marzo 1974) è un ex calciatore kuwaitiano, di ruolo difensore.

## Carriera

### Club
Ha giocato nella prima divisione kuwaitiana.

### Nazionale
Con la nazionale kuwaitiana ha disputato 108 partite realizzando 9 reti e vincendo la Coppa delle Nazioni del Golfo nel 1998.